# Metallic Rouge
Metallic Rouge (メタリックルージュ Metarikku Rūju?) este un serial anime original produs de Bones pentru a 25-a aniversare a studioului.  Difuzarea a început pe 10 ianuarie 2024.

## Descriere
Într-o lume în care oamenii și ființele artificiale coexistă, o fată android, Rouge Redstar, și prietena ei, Naomi Orthmann, se află într-o misiune pe Marte. Misiunea este de a ucide nouă androizi rebeli care sunt ostili guvernului numit “the Immortal Nine”.

## Personaje
Rouge Redstar (ルジュ・レッドスター Ruju Reddosutā?)
Dublaj voce: Yume Miyamoto (japoneză), Monica Flatley (engleză)
Naomi Orthmann (ナオミ・オルトマン Naomi Orutoman?)
Dublaj voce: Tomoyo Kurosawa (japoneză), Cassie Ewulu (engleză)
Jean Yunghart (ジーン・ユングハルト Jīn Yunguharuto?)
Dublaj voce: Shunsuke Takeuchi 
Sara Fitzgerald (サラ・フィッツジェラルド Sara Fittsujerarudo?)
Dublaj voce: Yū Shimamura 
Jaron Fate (ジャロン・フェイト Jaron Feito?)
Dublaj voce: Hiroyuki Yoshino 
Jill Sturgeon (ジル・スタージョン Jiru Sutājon?)
Dublaj voce: Yui Ogura 
Afdal Bashal (アフダル・バシャール Afudaru Bashāru?)
Dublaj voce: Kenjiro Tsuda 
Eden Vallock (エデン・ヴァロック Eden Varokku?)
Dublaj voce: Kazuyuki Okitsu 
Ash Stahl (アッシュ・スタール Asshu Sutāru?)
Dublaj voce: Atsushi Miyauchi 
Noid 262 (ノイド262 Noido 262?)
Dublaj voce: Chiaki Kobayashi 
Puppeteer (人形遣い師 Ningyōtsukai-shi?)
Dublaj voce: Hiroshi Yanaka 
Opera (オペラ?)
Dublaj voce: Mariya Ise 
Ace Machias (アエス・マキアス Aesu Makiasu?) / Alice Machias (アリス・マキアス Arisu Makiasu?)
Dublaj voce: Minami Tsuda 
Graufon Berg (グラウフォン・ベルグ Guraufon Berugu?)
Dublaj voce: Hiroki Yasumoto 
Cyan Bluestar (シアン・ブルースター Shian Burūsutā?)
Dublaj voce: Haruka Shiraishi 
Eva Cristella (エヴァ・クリステラ Eva Kurisutera?)
Dublaj voce: Yoko Hikasa 
Roy Yunghart (ロイ・ユングハルト Roi Yunguharuto?)
Dublaj voce: Yoshimitsu Shimoyama 

## Producție și Difuzate
Serialul a fost regizat de Motonobu Hori, cu Yutaka Izubuchi responsabil de compoziția serialului, în timp ce servește și ca supraveghetor șef, Toshizo Nemoto a scris scenariile, Toshihiro Kawamoto a proiectat personajele, iar Taisei Iwasaki, Yuma Yamaguchi și Towa Tei au compus muzica. Difuzarea a început pe 10 ianuarie 2024 pe canalul de televiziune Fuji TV Ultra+. Crunchyroll a licențiat serialul în afara Asiei. Medialink a licențiat serialul în Sud-Estul Asiei și l-a difuzat pe canalul de YouTube “Ani-One Asia”. Cântecul din introducere este "Rouge" de Yu-ka, în timp ce cântecul din generic este "Scarlet" de Dazbee.

## Recepție
Serialul a avut o recepție mixtă, primind la fel de multe recenzii pozitive, cât și negative din partea Anime News Network.

## Legături Externe
- Metallic Rouge (anime) la Enciclopedia Anime News Network